# Tesla Holešovice
Tesla Holešovice byl československý průmyslový podnik, který měl toto pojmenování od roku 1950. Předtím patřil společnosti Osram a pak, před znárodněním, firmě Radiotechna. K roku 1989 měla společnost devět závodů, které se vedle Prahy 7–Holešovic nacházely v Brně, Jablonci nad Nisou, Králíkách, Lenešicích, Ústí nad Labem a dále na Slovensku v Nových Zámcích, Moldavě nad Bodvou a v Prievidzi. Firma produkovala zařízení pro světelný zdroj, společné televizní antény a teploměry pro využití v průmyslu. Mezi zdejší zaměstnance patřili například Tomáš Páv, Olga Poláková nebo Ladislav Monzer.